# ЛГБТ теми в міфології
Теми ЛГБТ у міфології зустрічаються в міфологічних та релігійних оповіданнях, які включають історії про романтичну прихильність або сексуальність між особами однієї статі або в яких зображені божественні дії, що призводять до зміни статі. Деякі сучасні квір-дослідники вважають ці міфи формами самовираження лесбійок, геїв, бісексуалів або трансгендерів (ЛГБТ), і до них заднім числом застосовувалися сучасні уявлення про сексуальність і гендер. Багато міфологій приписують гомосексуальність і гендерну плинність людей діям богів або іншим надприродним втручанням.
Наявність ЛГБТ-тем у міфології стало предметом їх інтенсивного вивчення. Застосування гендерних досліджень та квір-теорії до незахідної міфічної традиції є менш розвиненим, але з кінця ХХ століття значно зросло.  Міфи часто включають схильність до гомосексуальності, бісексуальності чи трансгендерності як символи священних або міфічних втручань. Девдутт Паттанайк стверджує, що міфи «охоплюють колективну несвідомість людей», а це означає, що вони відображають глибоко вкорінені переконання  про різні сексуальності, які можуть суперечити репресивним соціальним звичаям . 

## Критична перспектива
Статус міфології залежить від культури . Міфи вважаються правдивими здебільшому в тому регіоні, чи суспільстві, де вони були створені і визнаються помилковим або фіктивним в іншому місці. Культури можуть вважати міфи такими, що містять психологічні чи архетипні істини. Міфи можуть пояснювати та підтверджувати соціальні інститути певної культури , а також навчати членів цієї культури. Така соціальна роль була визначена для історій, які включали одностатеве кохання і які навчають людей правильного ставлення до одностатевої сексуальної активності та гендерних конструкцій. 
З самого початку записаної історії та в багатьох культурах міфи, фольклор та священні тексти включали теми одностатевої еротики та гендерної ідентичності. Міфи часто включають гомосексуальність, бісексуальність або трансгендерність як символ священного або міфічного досвіду. Гомоеротизм або гендерна дисперсія в міфах була проаналізована згідно з сучасними уявленнями про ЛГБТ-ідентичність і поведінку, наприклад, божества, які маскуються під протилежну стать або приймають традиційну для даної культури поведінку, можуть називатися трансгендерами, а істот без репродуктивних органів або ті що мають органи як чоловіків, так і жінок можна назвати андрогінними або інтерстатевими. Окремі міфи називають «квір» за відмову від гетеронормативного та бінарного погляду на гендер. Квір інтерпретації можуть ґрунтуватися лише на непрямих доказах, таких як незвичайно близька одностатева дружба або відданість цнотливості. Такі твори критикували за ігнорування культурного контексту або неправильне застосування сучасних або західних упереджень.
Дослідники давно визнали присутність ЛГБТ-тем у західних міфологіях і ретельно вивчали цю тему. Застосування гендерних досліджень та квір-теорії до незахідної міфічної традиції є менш розвиненим, але з кінця ХХ століття зросло. Девдутт Паттанайк пише, що міфи «охоплюють колективну несвідомість людей», і що це означає, що вони відображають глибоко вкорінені переконання про різновиди сексуальності, які можуть суперечити репресивним соціальним звичаям.
Багато міфологій приписують гомосексуальність і гендерну відмінність людей діям богів або іншим надприродним втручанням. Сюди входять міфи, в яких боги навчають людей про одностатеві сексуальні практики на прикладі, як в ацтекській або гавайській міфології або міфи, які пояснюють причину трансгендерної ідентичності чи гомосексуальності, наприклад, історія, в якій Прометей випадково створює деяких людей з неправильними геніталіями в стані алкогольного сп’яніння або випадки реінкарнації або одержимості духом протилежної статі у вуду .
У політеїстичних міфологіях часто зустрічаються персонажі, які можуть змінювати стать або мають аспекти як чоловічої, так і жіночої статі одночасно. Сексуальна активність з представниками обох статей також поширена і порівнюється  до сучасної бісексуальності або пансексуальності. Міфи про створення багатьох традицій включають сексуальні, бісексуальні або андрогінні мотиви, причому світ створюється безстатевими або гермафродитними істотами або через статевий акт між істотами протилежної чи тієї самої очевидної статі. 

## Міфології Європи

### Кельтська
Кельтська міфологія не має відомих історій про стосунки між геями чи лесбійками чи ЛГБТ-персонажів. Давньогрецькі та римські коментатори приписують сексуальну активність між чоловіками, включаючи педерастію, дохристиянським кельтським племенам. Однак Пітер Чічері стверджує, що гомосексуальна прихильність була суворо покарана в кельтській культурі через вплив християнства і припускає, що будь-який сексуальний досвід без розмноження пізніше був вилучений з міфічних оповідань.

### Грецька і Римська
У грецькій міфології у багатьох міфах представлено чоловіче одностатеве кохання. Ці міфи були описані як надзвичайно впливові на західну ЛГБТ-літературу, при цьому оригінальні міфи постійно перевидавалися та переписувалися, а стосунки та персонажі слугували іконами. Для порівняння, лесбійство рідко зустрічається в класичних міфах.
Сам Аполлон, вічний безбородий юнак, мав найбільше коханців серед усіх грецьких богів, як і можна було очікувати від бога, який очолював палестру. 
Незважаючи на те, що сам не мав коханців-чоловіків, бог кохання Ерос іноді вважався покровителем педератичного кохання між чоловіками.
Афродіт був андрогінною Афродітою з Кіпру, у пізнішій міфології став відомий як Гермафродіт, син Гермеса та Афродіти.
Таміріс, фракійський співак, який полюбив Гіацинт, був першим чоловіком, який закохався в іншого чоловіка. 
В творі Овідія Метаморфози , персонажі Iphis і Кеней змінили стать.

### Скандинавська
У скандинавських сагах і законах чоловіки, які займаються сексом з чоловіками в активній або «чоловічій» ролі, не дискримінувалися так сильно як пасивний партнер у гомосексуальних стосунках (див. Ергі). 
Жорж Дюмезіль припустив, що Фрейру, скандинавському богу родючості, могла поклонятися група гомосексуальних або жіночих жерців, як припускає Саксон Граматик у його Gesta Danorum . 
Деякі скандинавські боги були здатні змінювати стать за бажанням. Наприклад, Локі, бог-трикстер, часто маскувався під жінку. В одному з міфів він перетворився на кобилу і після сексу з жеребцем Свадільфарі народив Слейпніра, восьминогого лоша. 
Одін займався жіночою магією. Хоча невідомо, чому магія вважалася жіночною в цей час Одіна звинувачували в ергі. 